# Hospital Geral Roberto Santos
O Hospital Geral Roberto Santos (HGRS ou simplesmente Hospital Roberto Santos), fundado em março de 1979, é a maior unidade hospitalar da rede pública do estado brasileiro da Bahia, e também o maior hospital público das regiões Norte e Nordeste do país, em 2019. Seu nome homenageia o médico e ex-governador do estado, Roberto Santos.

## Instalações e setores
Em 2019 a unidade possuía um total de 640 leitos, sendo referência estadual nos serviços de: "emergência, hemorragia digestiva, nefrologia, pediatria, clínica médica, cirurgia bucomaxilofacial, cirurgia geral, neurocirurgia, cirurgia pediátrica e neonatal, cirurgia vascular e maternidade de alto risco, entre outras especialidades", segundo informe da Secretaria de Saúde do Estado da Bahia.
Além disto, ainda segundo informe oficial do Estado, tem estrutura "para assistência a vítimas de acidente vascular cerebral (AVC) e para enfermidades decorrentes da Aids. Possui serviço de atenção domiciliar e serviços de Acolhimento com Classificação de Risco (ACCR) para o pronto atendimento. A instituição também abriga o Centro Antiveneno da Bahia (Ciave), o Banco de Olhos da Bahia e a Central Estadual de Transplantes".

## Histórico

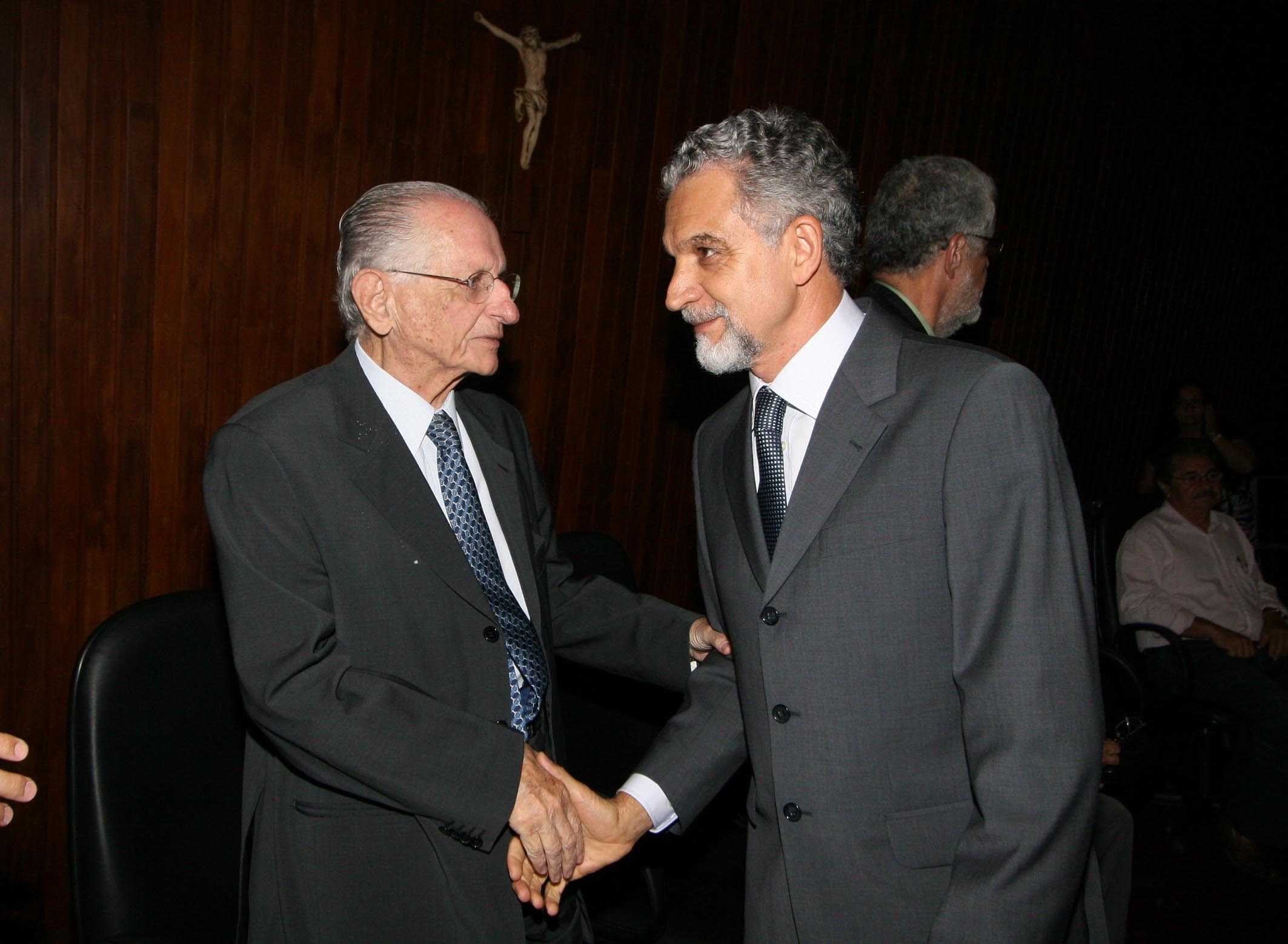
Roberto Santos com o diretor do HGRS em 2020, Paulo Bicalho.

Por ocasião das comemorações de suas quatro décadas de existência, em 2019, o então secretário de saúde estadual, Fábio Vilas-Boas, declarou: “Esse hospital é um marco na evolução da saúde do Estado rumo à alta complexidade hospitalar. É o que detém a maior gama de especialidades médicas, com capacidade para atendimento de alta complexidade em oncologia, cardiologia e neurologia. Estamos celebrando 40 anos de existência desse equipamento completamente reformado, reiterando o objetivo de nosso governo para que ele continue em lugar de destaque”; na ocasião o homenageado declarou: “É uma alegria muito grande ver o quanto esse hospital cresceu ao longo dos anos e se tornou uma referência, sempre a serviço da população baiana. É uma data muito importante e me sinto honrado de puder fazer parte dessa celebração”.